# 谷部弘子
谷部 弘子（やべ ひろこ）は、日本の日本語学・日本語教育の研究者。東京学芸大学名誉教授。

## 略歴
- 1975年　埼玉大学教養学部卒業
- 1986年　筑波大学大学院地域研究研究科修士課程修了
- 1986年　筑波大学留学生センター非常勤講師（-1989年）
- 1988年　早稲田大学日本語教育研究センター非常勤講師（-1989年）
- 1989年　国際交流基金日本語国際センター　日本語教育専門員（-1990年）
- 東京学芸大学留学生センター助教授、教授を経て
- 2018年　東京学芸大学名誉教授[1]
- 2022年　海外日本語教育学会会長就任[2]

## 著書・論文
- 「話し手の評価を担う形容詞」日本語学、5/11, 1986年
- 「『基本漢字』の選定」（共同研究）、筑波大学留学生教育センター日本語教育論集、3、1988年
- 「基本漢字500」（Vol.1,Vol.2）、（分担執筆）、凡人社、1989年
- 「SEIKO CAI 『Let's learn Nihongo』」、（分担執筆）、（株）服部セイコー、1988年
- 「外国人教師のための日本語教授法」、（分担執筆）、国際交流基金日本語国際センター、1992年
- 「日本語教員養成における教育実地研究の意識と課題　―東京学芸大学の試みから」教育実習研究指導センター研究紀要　共同研究、1993年
- 「大学における日本語教育　―東京学芸大学の現状と課題から」東京学芸大学紀要第２部門人文科学、1993年
- 『文化言語学　その提言と建設』（分担執筆）、三省堂、1992年
- 「副詞的修飾成分『～まま』の意味と用法　―話し手の表現意図との関連において」東京学芸大学紀要第２部門人文科学、1991年
- 「INTERMEDIATE KANJI BOOK  漢字1000Plus Vol.1」、（共著）、凡人社、1993年
- 「漢字教育と漢字の機能  -副詞性漢字を前項とする漢語の構造について」,東京学芸大学紀要. 第2部門, 人文科学 47, 49-57, 1996年
- 「新聞報道の外国人談話に見る男女差 -文体と終助詞使用の関係を中心に」,ことば (17), 58-72, 1996年
- 「社会の変化とことば -中国・北京'98」,ことば (19), 159-165, 1998年
- 「コンピュータによる文章構造把握支援システムの開発と評価」（共著）,東京学芸大学紀要. 第2部門, 人文科学 50, 211-219, 1999年
- 「海外日本語教育実習  -北京師範大学での試み」,学芸日本語教育 2, 44-50, 1999年
- 「中国の大学における日本語教育の質的変化 -言語教育と専門性」,日本語教育 (103), 99-108, 1999年
- 「大学生の日常談話の一断面と自己評価」,ことば (20), 66-74, 1999年
- 「自然談話にみるVN漢語使用」,ことば (21), 128-136, 2000年
- 「日本語中級段階の漢語運用に関する一考察  -漢語動名詞の機能動詞結合を中心に」,東京学芸大学紀要. 第2部門, 人文科学 53, 147-155, 2002年
- 「日本語学習者はことばの男女差をどう受け止めているか」,ことば (24), 107-117, 2003年
- 「ハワイ日系人をとりまく日本語環境の分析  -日本語の歌が今も生き続けるハワイ」（共著）,東京学芸大学紀要. 第2部門, 人文科学 56, 45-54, 2005年
- 「教員養成課程における教員と学生のジェンダー意識と教育観」,教員養成学研究 2, 1-8, 2006年
- 「『女性のことば・職場編』に見る終助詞『わ』の行方」,日本語教育 (130), 60-69, 2006年
- 「本語科目における言語行動目標の設定  Can-do-statementsを利用して」（共著）,東京学芸大学紀要. 総合教育科学系 58, 495-505, 2007年
- 「若年層男女にみる発話末の表現形式と韻律  -説明場面における普通体会話の場合」（共著）,社会言語科学 9(2), 30-40, 2007年
- 「Can-do statementsを利用した教育機関相互の日本語科目の対応づけ」（共著）,日本語教育 (141), 90-100, 2009年
- "Perzeption der prosodischen Varianten am Ende von japanischen Ausserungen: dargestellt anhand einer in Deutschland vorgenommenen Untersuchung unter Japanischlernenden" , （共著）,人文研紀要 (69), 105-118, 2010年
- 「中国人日本語学習者にみる発話末韻律の知覚  -イントネーションとリズムの聴取実験」（共著）,東京学芸大学紀要. 総合教育科学系 61(2), 279-288, 2010年
- 「中国の大学における日本語教育の一側面  -湖南省・雲南省における非専攻日本語学習者および教師へのインタビュー調査から」（共著）,静岡大学国際交流センター紀要 4, 39-56, 2010年
- 「『なので』の文頭使用に関する覚え書き」,ことば (32), 123-133, 2011年
- 「中国語母語話者の日本語語彙理解に必要な認知的要素  -語彙能力認知診断テスト開発のための予備調査の結果から」（共著）,東京学芸大学紀要. 総合教育科学系 64(2), 367-376, 2013年
- 「認知診断テスト開発のための日本語語彙認知的要素の検証」（共著）,東アジア日本語教育・日本文化研究 16, 1-16, 2013年

## 研究内容
- 日本語文末表現のジェンダーによるヴァリエーションに関する研究
- 留学生の日本語能力測定のためのテスト項目プールの構築
- 中国の大学非専攻日本語学習者のためのマルチメディア教材開発に関する研究